# Leucodon canariensis
Leucodon canariensis är en bladmossart som beskrevs av Schwaegrichen 1816. Leucodon canariensis ingår i släktet Leucodon och familjen Leucodontaceae. Inga underarter finns listade i Catalogue of Life.